# День Флага Вооружённых Сил
День Флага Вооружённых Сил (или День флага в Индии) — это день, посвящённый собиранию пожертвований с населения Индии в пользу Вооружённых Сил Индии. Он организуется в Индии 7 декабря каждого года с 1949 года. Со временем сложилась традиция чтить память индийских солдат, военных моряков и лётчиков в этот день.

## История
Сразу после того, как Индия обрела независимость, у правительства возникли проблемы с финансированием Вооружённых Сил. 28 августа 1949 года, решением комиссии с министром обороны во главе, было утверждено празднование Дня Флага ежегодно 7 декабря. Главной идеей Дня Флага была раздача маленьких флажков населению в обмен на пожертвования. День приобрёл большую значимость, так как напоминал индийцам, что они ответственны за поддержку военнослужащих, которые защищают страну, и их семей.